# Peter L. Gerety

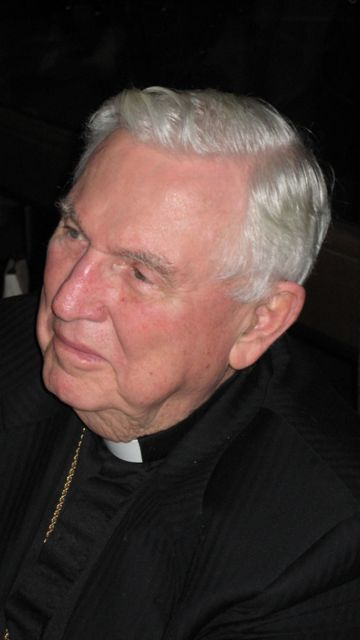
Peter Leo Gerety (Januar 2009)

Peter Leo Gerety (* 19. Juli 1912 in Shelton, Connecticut; † 20. September 2016 in Totowa, New Jersey) war ein US-amerikanischer Geistlicher und  römisch-katholischer Erzbischof von Newark. Seit dem Tod von Géry Leuliet war er der älteste katholische Bischof weltweit.

## Leben
Peter Leo Gerety, erstes von neun Kindern, arbeitete zunächst für das US-amerikanische Landwirtschaftsministerium und für das Verkehrsamt von New Jersey. 1932 trat er in das Priesterseminar in Bloomfield, Connecticut, ein. 1934 studierte er am Seminar der Sulpizianer in Paris. Er empfing am 29. Juni 1939 in der Kathedrale Notre Dame de Paris die Priesterweihe für das Bistum Hartford, Connecticut, USA. Er war anschließend in der Seelsorge in New Haven, Connecticut, tätig.
1966 wurde er von Papst Paul VI. zum Titularbischof von Crepedula und zum Koadjutorbischof des Bistums Portland in Maine ernannt. Die Bischofsweihe spendete ihm der Erzbischof von Hartford, Henry Joseph O’Brien, am 1. Juni 1966; Mitkonsekratoren waren Daniel Joseph Feeney, Bischof von Portland, und John Francis Hackett, Weihbischof in Hartford. 1967 erfolgte die Ernennung zum Apostolischen Administrator in Portland; 1969 die Ernennung zum Bischof von Portland. Er setzte sich unter anderem für eine stärkere Gleichberechtigung von Frauen ein und engagierte sich in der Bürgerrechtsbewegung.
1974 wurde er von Paul VI. in Nachfolge von Thomas Aloysius Boland zum Erzbischof von Newark bestellt. Auch in Newark setzte Gerety sein gesellschaftliches Engagement fort und ermutigte Frauen, sich stärker in der Kirche einzubringen. 1981 veröffentlichte er in diesem Zusammenhang einen Hirtenbrief, in dem er beklagte, dass Frauen „immer noch ihr rechtmäßiger Platz in der Gesellschaft und der Kirche verweigert wird“. Andererseits verfolgte er eine konservative Politik in der Abtreibungsfrage, so kritisierte er Jimmy Carter für dessen Unterstützung der Legalisierung von Abtreibungen. Seinem Rücktrittsgesuch wurde 1986 durch Johannes Paul II. stattgegeben.
Anlässlich des Goldenen Priesterjubiläums 1989 würdigten ihn Priester des Erzbistums Newark als „Visionär“. Gerety lebte zuletzt im St. Joseph's Home for the Elderly in Totowa, wo er 2016 im Alter von 104 Jahren starb.
Er war Gründer des „The Archbishop Gerety Fund for Ecclesiastical History“.